# Antoinette Pienaar
Antoinette Pienaar (sinh năm 1961) là một nữ diễn viên, ca sĩ và nhà văn người Nam Phi.

## Cuộc đời
Antoinette Pienaar là một người con trong gia đình gồm 5 người con. Cô sinh ra ở Beaufort West, lớn lên ở Carnavon và theo học kịch tại Đại học Stellenbosch  và Đại học Cape Town.

## Sự nghiệp
Cô bắt đầu sự nghiệp diễn xuất của mình với các sản phẩm của Shakespeare và sau đó chuyển sang ca hát, viết sách và kể chuyện, biểu diễn những giai điệu nhẹ nhàng của mình tại Liên hoan Nghệ thuật Quốc gia Grahamstown, Oudshoorn và các nhà hát ở Nam Phi khác. Là một người kể chuyện, cô nổi tiếng với những câu chuyện của mình kể về các nữ anh hùng châu Phi trong lịch sử như Krotoa của Cape. Từ năm 2001, cô đã từng là người học việc cho Oom Johannes Willemse (một Shaman Griqua) ở vùng sâu của Karoo. Cô cũng xuất hiện trong "Van Nature", một chương trình ngắn thường xuyên xuất hiện trên chương trình ăn sáng của người Nam Phi có tên là Dagbreek.

## Đời tư
Sau khi bị nhiễm bệnh sốt rét não trong một chuyến đi đến Mali ở Tây Phi năm 2001, Antoinette Pienaar đã bị suy yếu nghiêm trọng và quyết định ở lại Theefontein (trang trại của người anh em họ thứ hai, Jacques Pienaar). Cô tuyên bố rằng sống ở Karoo và thảo dược có ở đây đã chữa lành cho cô. Pienaar chưa từng kết hôn một lần trong đời mình.